# Federation of European Publishers
La Federation of European Publishers è un'associazione indipendente e non commerciale di editori dell'Unione europea.  

## Membri
- Austria — Hauptverband des österreichischen Buchhandels
- Belgio (Francese) — Association des Editeurs Belges
- Belgio (Olandese) — Vlaamse Uitgevers Vereniging (VUV)
- Bulgaria — Bulgarian Book Association
- Repubblica Ceca — The Association of Czech Booksellers and Publishers
- Cypro — Cyprus Booksellers and Publishers Association
- Danimarca — Forlæggerforeningen
- Estonia — Estonian Publishers' Association
- Finlandia — Suomen Kustannusyhdistys
- Francia — Syndicat national de l'édition
- Germania — Börsenverein des Deutschen Buchhandels
- Grecia — Hellenic Federation Publishers and Booksellers
- Ungheria — Hungarian Publisher's and Bookseller's
- Islanda — Icelandic Publishers Association
- Irlanda — Irish Book Publishers’ Association
- Italia — Associazione Italiana Editori
- Lituania — Lithuanian Publishers association
- Lussemburgo — Fédération Luxembourgeoise des Editeurs
- Norvegia — Norwegian Publishers Association
- Paesi Bassi — Nederlands Uitgeversverbond
- Polonia — Polish Chamber of Books
- Portogallo — Associação Portuguesa de Editores e Livreiros
- Regno Unito — The Publishers' Association
- Slovenia — Chamber of Commerce and Industry of Slovenia
- Spagna —  Federación de Gremios de Editores de España
- Svezia — Svenska Förläggareföreningen